# Breathless (álbum de Camel)
Breathless é o sexto álbum de estúdio da banda inglesa Camel, lançado em 1978. É o último trabalho do tecladista Peter Bardens com a banda, já que este a deixou antes da turnê que promovia o álbum. Ele foi substituído nesssa turnê por outros dois tecladistas: Dave Sinclair (primo do baixista Richard Sinclair) e Jan Schelhaas. Este álbum está na lista dos 200 álbuns definitivos no Rock and Roll Hall of Fame.
O álbum está focado em músicas menores e com maior apelo comercial, e algumas faixas são marcadas por serem extremamente diferentes dos trabalhos antigos da banda, como a humorística "Down on the Farm", que soa mais como um trabalho do Caravan do que do Camel, por causa da voz de Richard Sinclair. Outra música que se destaca é "Summer Lightning", que conta com longos solos de Bardens e Latimer.
No entanto, o grupo manteve sua influência do jazz e do rock progressivo em outras faixas. Exemplos notáveis disto são "The Sleeper" e "Echoes", muito similares às músicas contidas nos álbuns anteriores Mirage e Moonmadness. Ambas as músicas fazem parte dos melhores momentos do disco, e "Echoes" virou uma das favoritas do repertório ao vivo da banda, sendo considerada por muitos fãs como uma das melhores da história do Camel.
Este álbum mostra como a banda continuou transformando seu som em algo mais pop, enquanto também demonstra as influências que ela teve de estilos como o jazz e o progresivo.
| Críticas profissionais                                                      | Críticas profissionais |
| Avaliações da crítica                                                       | Avaliações da crítica  |
| Fonte                                                                       | Avaliação              |
| --------------------------------------------------------------------------- | ---------------------- |
| allmusic                                                                    | [ 2 ]                  |
| Esta tabela precisa de ser acompanhada por texto em prosa. Consulte o guia. |                        |

## Faixas
1. "Breathless" (Latimer, Bardens, Ward) - 4:19
2. "Echoes" (Latimer, Bardens, Ward) - 7:18
3. "Wing and a Prayer" (Latimer, Bardens) - 4:45
4. "Down on the Farm" (Sinclair) - 4:24
5. "Starlight Ride" (Latimer, Bardens) - 3:25
6. "Summer Lightning" (Latimer, Sinclair) - 6:09
7. "You Make Me Smile" (Latimer, Bardens) - 4:17
8. "The Sleeper" (Latimer, Bardens, Ward, Collins) - 7:06
9. "Rainbow's End" (Latimer, Bardens) - 3:00

## Créditos
- Andrew Latimer: Guitarra, teclados, vocais
- Peter Bardens: Teclados, órgão, vocais
- Mel Collins: Flauta, saxofones
- Richard Sinclair: Baixo, vocais
- Andy Ward: Bateria, percussão